# Bases aériennes de la Royal Air Force
Ceci est une liste de bases aériennes de la Royal Air Force actuellement[Quand ?] en activité.
Cette liste peut être rapprochée de la Liste des anciennes bases aériennes de la Royal Air Force, pour les mettre à jour.

## Bases de la RAF et du Ministère de la Défense
| Aérodrome opérationnel. | Ecole de pilotage. | Base d'hélicoptères. | Base de télécoms, renseignement. | Radar, alerte avancée. |
| Radar, alerte avancée.  | Champs de tir.     | Guerre electronique. | Centre d'essais.                 |                        |

| Base                           | Comté                         | Notes |
| ------------------------------ | ----------------------------- | --- |
| RAF Alconbury                  | Cambridgeshire                | Occupée par la United States Air Force |
| RAF Barford St John (en)       | Oxfordshire                   | |
| RAF Barkston Heath             | Lincolnshire                  | No. 3 Flying Training School RAF |
| RAF Barkway (en)               | Hertfordshire                 | |
| RAF Benson (en)                | Oxfordshire                   | |
| RAF Boulmer                    | Northumberland                | |
| MoD Boscombe Down              | Wiltshire                     | ex-RAF Boscombe Down Centre d'essais conjoint Royal Air Force et QinetiQ |
| RAF Brampton Wyton Henlow (en) | Cambridgeshire                | |
| RAF Brize Norton               | Oxfordshire                   | Terminal principal pour déploiement des troupes. |
| RAF Buchan                     | Aberdeenshire                 | |
| RAF Church Fenton              | Yorkshire du Nord             | |
| RAF Coningsby                  | Lincolnshire                  | |
| RAF Church Fenton              | Shropshire                    | RAF Museum |
| RAF Cranwell                   | Lincolnshire                  | s’y trouve RAF College Cranwell (en), QG Air Cadets et Centre de sélection des officiers et équipages |
| RAF Croughton                  | Northamptonshire              | United States Air Force base de communications |
| RAF Digby (en)                 | Lincolnshire                  | Base mixte des forces armées (aussi base mixte US) |
| RAF Donna Nook (en)            | Lincolnshire                  | |
| RAF Fairford                   | Gloucestershire               | |
| RAF Feltwell                   | Norfolk                       | Base de soutien United States Air Force |
| RAF Fylingdales                | Yorkshire du Nord             | Base radar et BMEWS |
| RAF Halton                     | Buckinghamshire               | |
| RAF High Wycombe               | Buckinghamshire               | |
| RAF Holbeach (en)              | Lincolnshire                  | Champ de tir |
| RAF Holmpton (en)              | Yorkshire de l'Est            | |
| RAF Honington                  | Suffolk                       | Principalement utilisée par RAF Regiment |
| RAF Kirton in Lindsey          | Lincolnshire                  | Caserne pour personnel bases à RAF Scampton et base du centre de contrôle aérien Num. 1 |
| RAF Lakenheath                 | Suffolk                       | Occupée par la United States Air Force |
| RAF Leconfield (en)            | Yorkshire de l'Est            | |
| RAF Leeming (en)               | Yorkshire du Nord             | |
| RAF Leuchars                   | Fife                          | |
| RAF Linton-on-Ouse (en)        | Yorkshire du Nord             | |
| RAF Longside (en)              | Aberdeenshire                 | |
| RAF Lossiemouth                | Moray                         | |
| RAF Marham                     | Norfolk                       | |
| RAF Menwith Hill               | Yorkshire du Nord             | Centre conjoint anglo-américain de Renseignement & Communication |
| RAF Mildenhall                 | Suffolk                       | Occupée par la United States Air Force |
| RAF Molesworth                 | Cambridgeshire                | Occupée par la United States Air Force |
| RAF Mona (en)                  | Anglesey                      | |
| RAF Neatishead                 | Norfolk                       | Base radar |
| RAF Northolt                   | Londres                       | Base d’attache du Escadron Royal Num. 32 (en) et du Escadron Num. 63 “The Queen's Colour” du RAF Regiment, ancienne base de la 303e escadrille de chasse polonaise. Centre des archives militaires de l'Armée polonaise de l'ouest. |
| RAF Oakhanger (en)             | Hampshire                     | |
| RAF Odiham                     | Hampshire                     | Opérations hélicoptères |
| RAF Pembrey Sands (en)         | Carmarthenshire               | Champ de tir |
| RAF Prestwick (en)             | Ayrshire                      | |
| RAF Scampton                   | Lincolnshire                  | Base d’attache des Red Arrows et du RAF Mobile Meteorological Unit. Fermeture en 2014. |
| RAF Shawbury                   | Shropshire                    | École de vol d’hélicoptères de défense |
| RAF Spadeadam                  | Cumbria                       | Champ d’entrainement Guerre Electronique RAF et OTAN |
| RAF St. Mawgan (en)            | Cornouailles                  | |
| RAF Stanbridge (en)            | Bedfordshire                  | Base satellite de RAF Brampton Wyton Henlow (en) |
| RAF Staxton Wold               | Yorkshire du Nord             | |
| RAF Syerston                   | Nottinghamshire               | Quartier Général du No. 2 Flying Training School RAF |
| RAF Tain (en)                  | Ross-et-Cromarty              | |
| RAF Topcliffe                  | Yorkshire du Nord             | No. 2 Flying Training School RAF |
| RAF Trimingham (en)            | Norfolk                       | Base rattachée à RAF Neatishead |
| RAF Trimingham (en)            | Cambridgeshire                | Occupée par la United States Air Force |
| RAF Valley (en)                | Anglesey                      | En partie aéroport d'Angelsey |
| RAF Waddington                 | Lincolnshire                  | |
| RAF Wainfleet (en)             | Lincolnshire                  | Champ de tir |
| RAF Welford                    | Berkshire                     | |
| RAF Weston-on-the-Green (en)   | Oxfordshire                   | |
| RAF Wittering (en)             | Cambridgeshire                | |
| RAF Woodvale (en)              | Merseyside                    | |
| Defence CBRN Centre (en)       | Winterbourne Gunner Wiltshire | Géré par Royal School of Military Engineering (en) |
| QG Northwood                   | Hertfordshire                 | Bases mixte et centre de commandement OTAN |

### Bases RAF outre-mer
| Base                 | Pays                                                              | Notes                                                                      |
| -------------------- | ----------------------------------------------------------------- | -------------------------------------------------------------------------- |
| RAF Ascension Island | Sainte-Hélène, Ascension et Tristan da Cunha / Île de l'Ascension | Base conjointe RAF/USAF/NASA aérodrome/ communication/ suivi de satellites |
| RAF Akrotiri         | Akrotiri and Dhekelia                                             |                                                                            |
| RAF Troodos          | Chypre                                                            |                                                                            |
| RAF Mount Pleasant   | Îles Malouines                                                    |                                                                            |
| RAF Gibraltar (en)   | Gibraltar                                                         | Partage les installations avec l'aéroport de Gibraltar                     |
| RAF Al Udeid         | Qatar                                                             | Partagé avec Qatar Air Force la base QAF Al Udeid                          |
| RAF Mount Alice      | Îles Malouines                                                    | Base radar                                                                 |